# Villanova (Cagliari)
Villanova (Bidhanòa in sardo) è uno dei quattro quartieri storici di Cagliari, fondato nel XIII secolo  ai piedi del versante est del colle su cui sorge Castello.
I primi abitanti del quartiere furono i contadini del vicino Campidano che intrattenevano relazioni commerciali con la città. Villanova nacque quando questi contadini decisero di stabilirsi più vicini a Cagliari, in modo da averne agevolazione nella loro attività. Fino ai primi decenni del XX secolo, l'origine agricola del quartiere era rivelata anche dai numerosi orti e dalle vigne che lo circondavano.  La prima citazione risale al 3 aprile 1288 con la pace stipulata tra Pisa e Genova, dove si legge che Pisa cede alla rivale anche una “villam Novam” .Tra 1616 ed il 1680 vi risiedette Giovanni Angelo Puxeddu, pittore e scultore sardo del XVII Secolo.

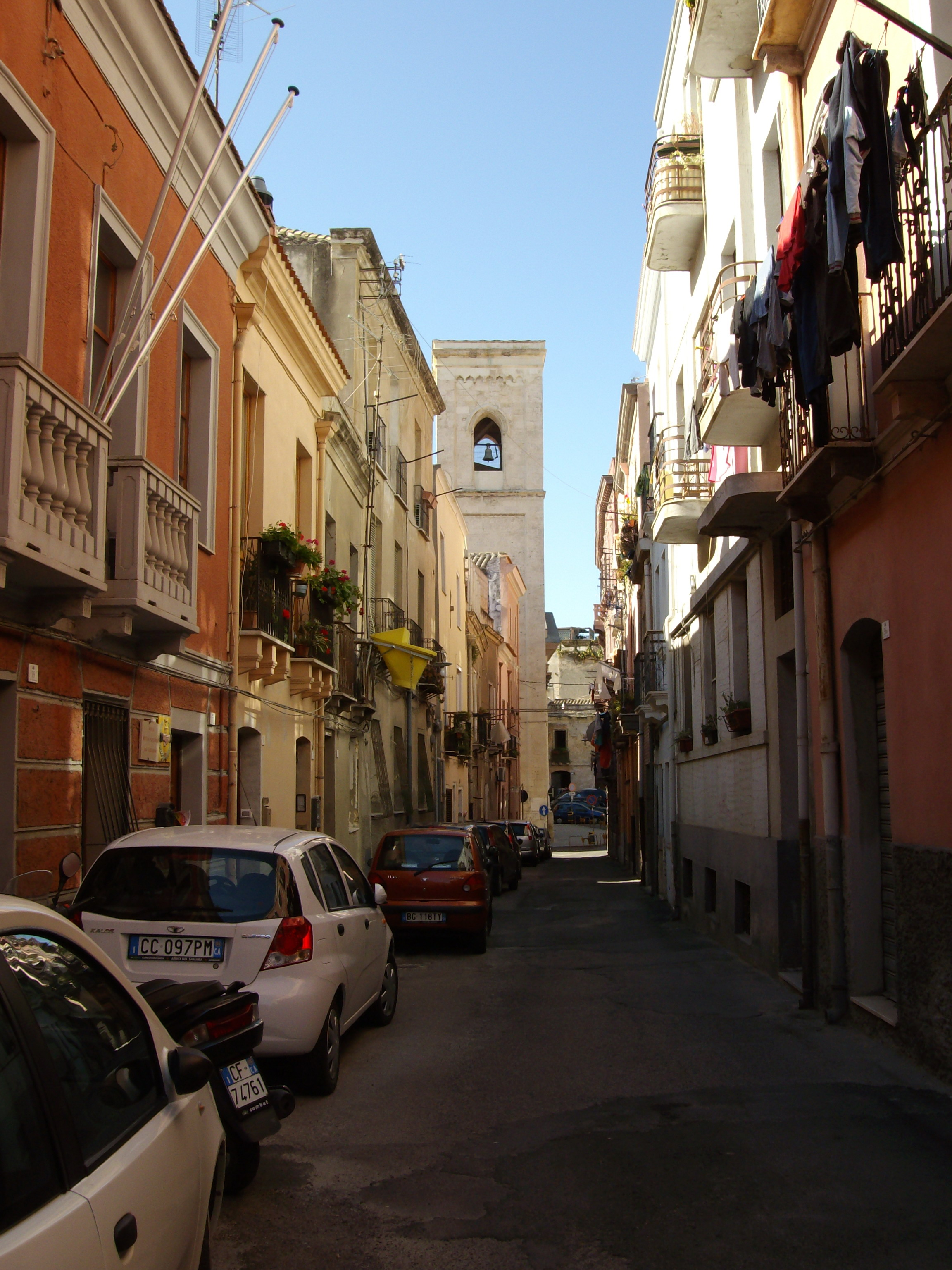
Via di Villanova

Il quartiere oggi si presenta con la sua parte vecchia, situata tra la via Garibaldi e il terrapieno di viale Regina Elena, caratterizzata da semplici abitazioni, che si sviluppano su uno o due piani, diverse chiese e numerose botteghe, e la parte più recente, attraversata dalla centrale e trafficata via Sonnino, con i palazzi, sorti a partire dagli anni '30 del '900, che hanno gradualmente occupato le campagne, in cui sorgevano isolati alcuni importanti monumenti, come la basilica di San Saturnino e la circostante necropoli, oggi circondati dal viavai caotico della città moderna.
Villanova è sede di due importanti arciconfraternite, impegnate in maniera particolare nei riti della settimana santa cagliaritana.

## Monumenti e luoghi di interesse

### Architetture religiose

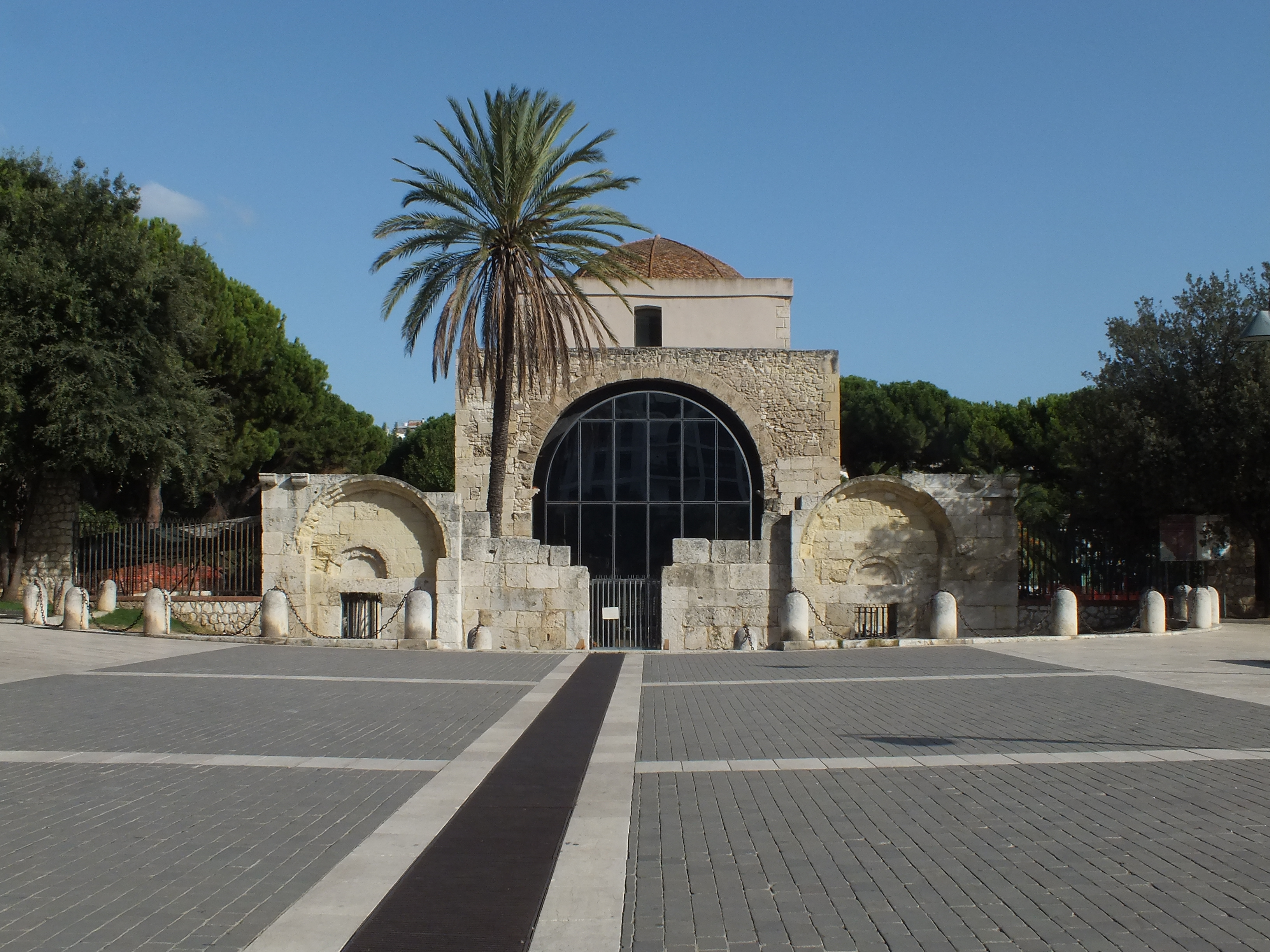
La basilica di San Saturnino, dedicata al patrono di Cagliari, è la chiesa più antica della città e una delle più antiche della Sardegna

- Basilica di San Saturnino, in piazza San Cosimo, è la chiesa più antica della città, fondata nel V secolo e in seguito rimaneggiata.
- Chiesa di San Giacomo, in piazza San Giacomo, è la parrocchia collegiata di Villanova, risalente al XV secolo.
- Chiostro di San Domenico, insieme alla cripta è ciò che resta della vecchia chiesa di San Domenico, gioiello dell'architettura gotico - catalana, andata distrutta in seguito ai bombardamenti del 1943.
- Chiesa di San Domenico, chiesa moderna costruita sui resti di quella distrutta.
- Chiesa di San Giovanni, in via San Giovanni, è sede dell'arciconfraternita della Solitudine.
- Oratorio del Santissimo Crocifisso, in piazza San Giacomo, è la sede dell'arciconfraternita del Santissimo Crocifisso.
- Oratorio delle Anime
- Chiesa di San Cesello, in via San Giovanni, anticamente sede del Gremio dei Bottai.
- Chiesa di San Mauro
- Chiesa di San Rocco, nella omonima piazza, in origine chiesetta campestre sede del Gremio dei Lattai.
- Chiesa di San Vincenzo de Paoli
- Chiesa di San Lucifero, nella piazza omonima, edificio seicentesco sede della parrocchia della Beata Vergine del Rimedio.

### Altri edifici

#### Palazzina della ex polveriera
All'estremità settentrionale del viale Regina Elena si trovano i Giardini pubblici, dove sorge la palazzina della ex Polveriera, in stile neoclassico, progettata da Carlo Pilo Boyl di Putifigari, ideatore anche dell'omonimo palazzo. La palazzina ospita la Galleria comunale d'arte di Cagliari.

#### Scuole "Riva"

Piazza Garibaldi negli anni quaranta

In piazza Garibaldi sorge l'imponente complesso delle scuole elementari "Alberto Riva", palazzone in stile medievaleggiante costruito tra il 1912 e il 1930. L'edificio è preceduto da un terrazzino, collegato tramite alcune gradinate alla piazza sottostante. La facciata è realizzata in cotto, con basamento in pietra di Serrenti, ed è ornata da bifore e trifore. La scuola, intitolata ad Alberto Riva di Villasanta, diciottenne caduto durante la prima guerra mondiale, venne gravemente danneggiata dai bombardamenti del '43 e in seguito restaurata.

#### ExMà
In via San Lucifero si trova l'ex Mattatoio comunale, edificio realizzato alla metà del XIX secolo in stile neogotico, su progetto del capitano Domenico Barabbino. Attivo nell'originaria funzione fino al 1966, il vasto complesso venne in seguito riorganizzato e oggi è da tutti conosciuto come ExMà, con funzione di centro comunale d'arte e cultura. Le mura perimetrali sono ancora oggi decorate da protomi bovine.

#### Legione dei Carabinieri
A poca distanza dall'ExMà, in via Sonnino, sorge il monumentale edificio della Legione dei Carabinieri, edificato tra il 1930 e il 1933, su progetto degli ingegneri Angelo Binagli e Flavio Scano, dalla società Ferrobeton. Il palazzo, in stile eclettico, è ornato da decorazioni destinate alla celebrazione della patria, tra cui quattro sculture bronzee raffiguranti nudi maschili, allegorie de L'Età Fascista, La Giustizia, La Nuova Giovinezza e Il Dovere, opera di Albino Manca. L'edificio è affiancato dal Parco delle Rimembranze, situato nell'angolo tra la via Sonnino e la via San Lucifero, dove si trova il Monumento ai Caduti, (1935), opera in stile razionalista di Ubaldo Badas.

#### Palazzina Lixi-Contini

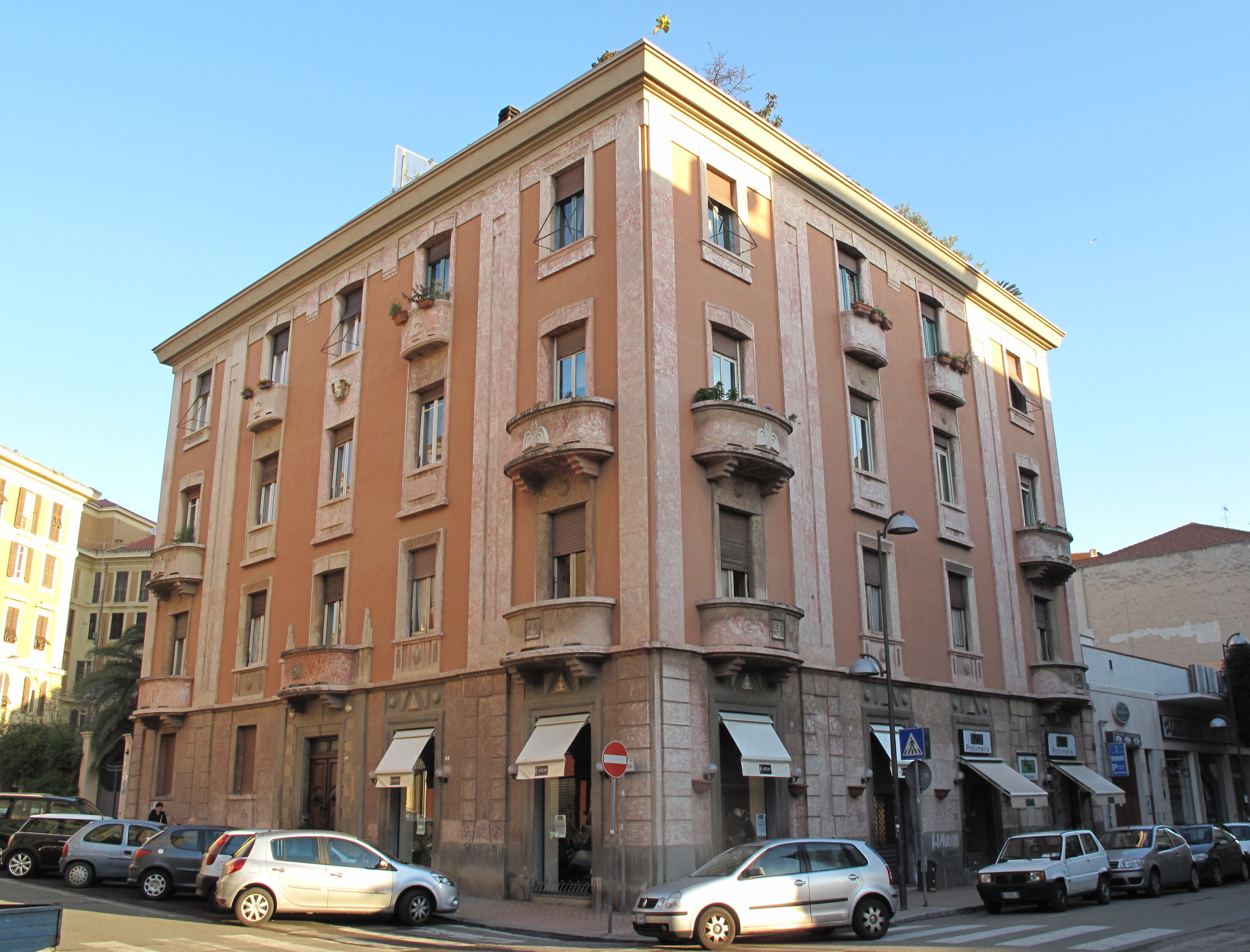
Palazzina Lixi-Contini: Vista delle facciate su Via Settembrini e Via Paoli

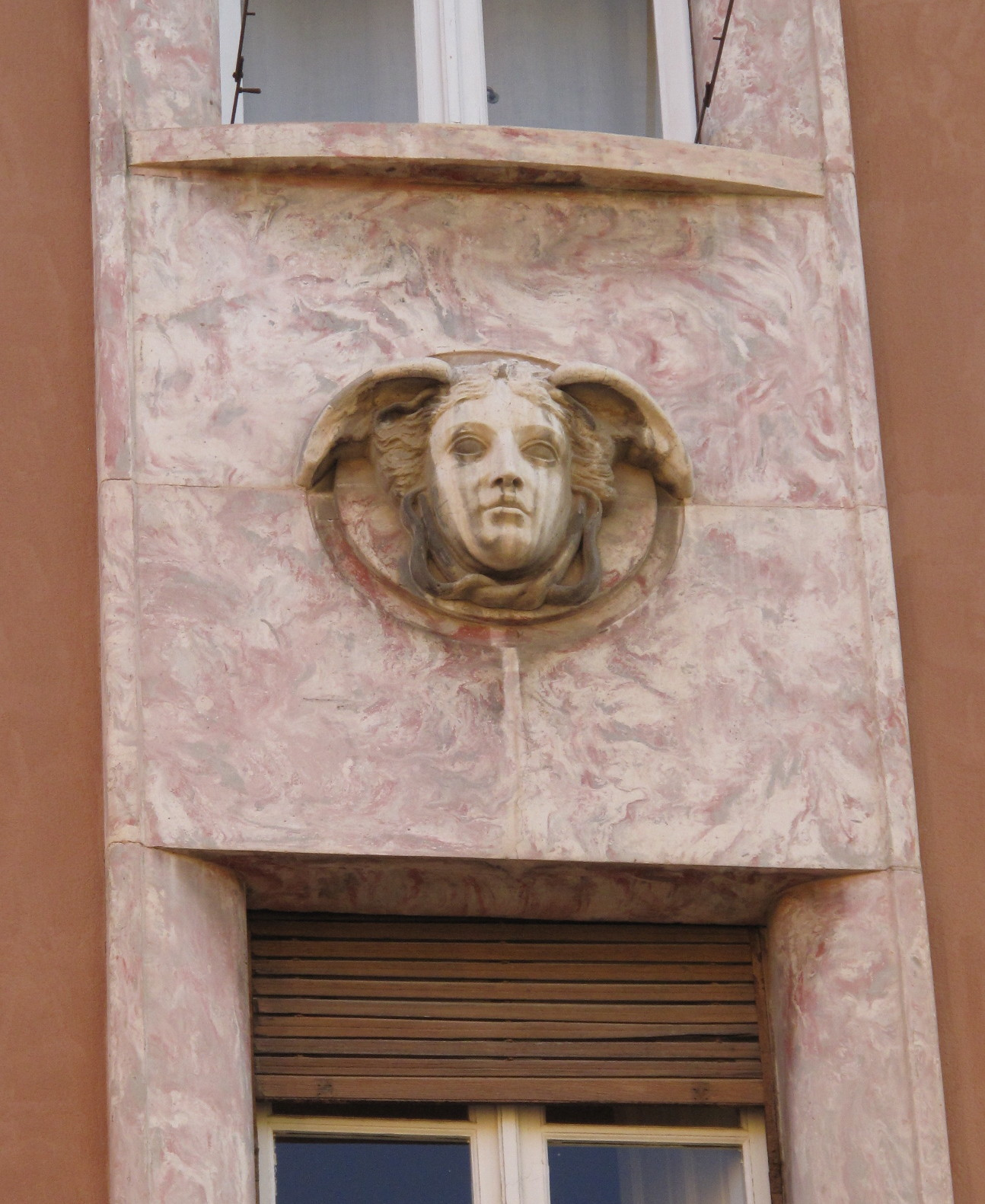
Palazzina Lixi-Contini: Dettaglio della Gorgona, sulla facciata in Via Settembrini

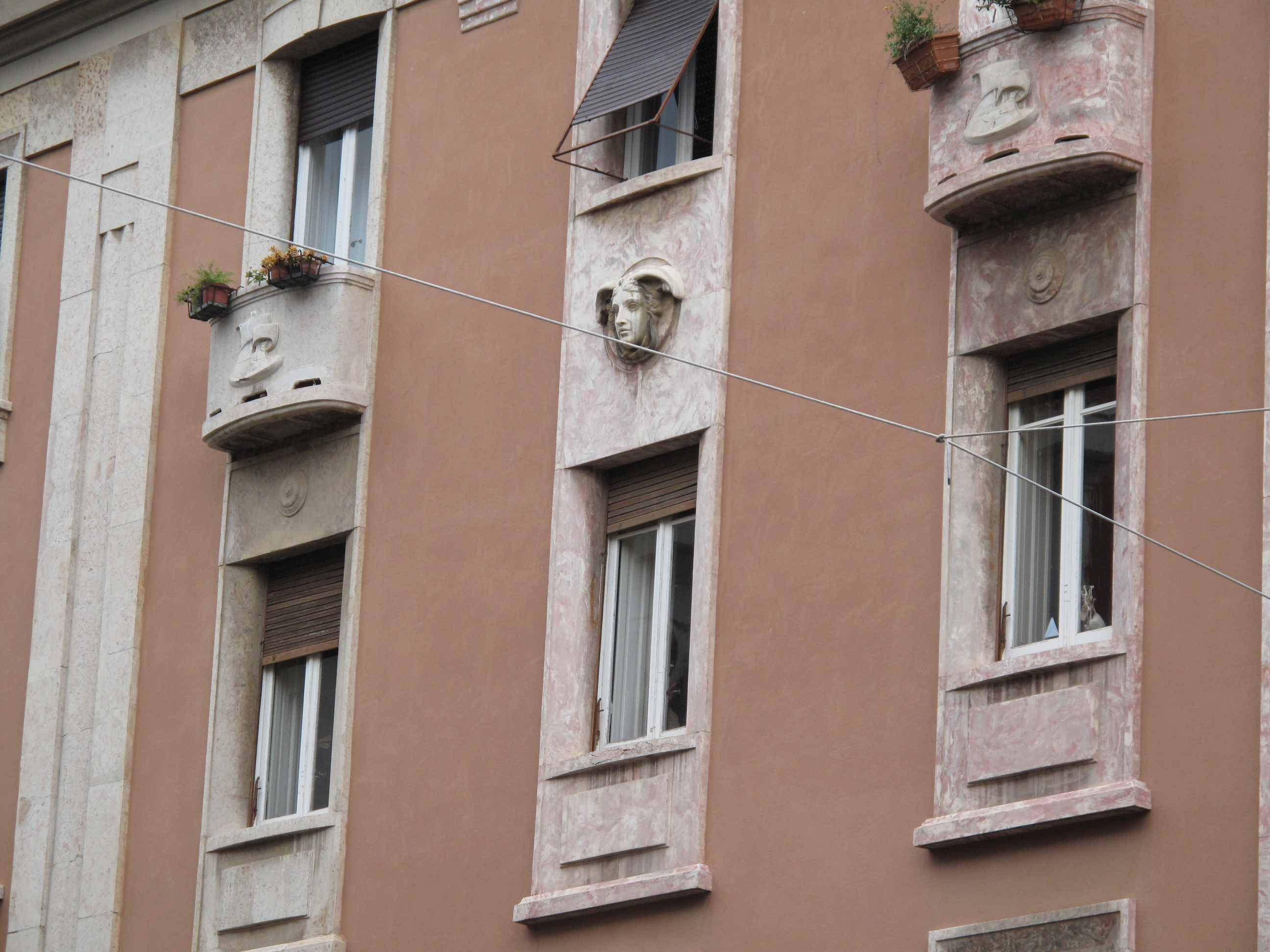
Dettagli della facciata

Nell'angolo tra via Settembrini e via Paoli, al confine con il moderno e trafficato quartiere di San Benedetto, si trova la palazzina Lixi-Contini, che prende il nome dal progettista, l'ingegnere Gaetano Lixi Delogu (1899-1995).
La costruzione è caratterizzata dall'avere un ampio giardino che si estende lungo via Settembrini e via Leopardi.
La sua realizzazione venne completata nel 1933. La palazzina è nota soprattutto per l'elegante disegno, le rifiniture e decorazioni esterne a cui lavorò Francesco Ciusa nella costruzione originaria. Tra le decorazioni spicca la testa della Gorgona Rondanini realizzata su modelli di Bice Lixi Delogu all'atto della ricostruzione delle parti distrutte dal bombardamento del 1943.

#### Edifici in stile Liberty
A Villanova sorgono alcune palazzine e villini in stile Liberty di un certo interesse, come Palazzo Valdes, dalle facciate riccamente decorate, che sorge nel primo tratto del viale Regina Elena e fu edificato tra il 1901 e il 1915, ampliato nel 1926, danneggiato dai bombardamenti del '43 e in seguito restaurato. Interessante anche la palazzina al numero 11 di via Sonnino.

## Evoluzione demografica

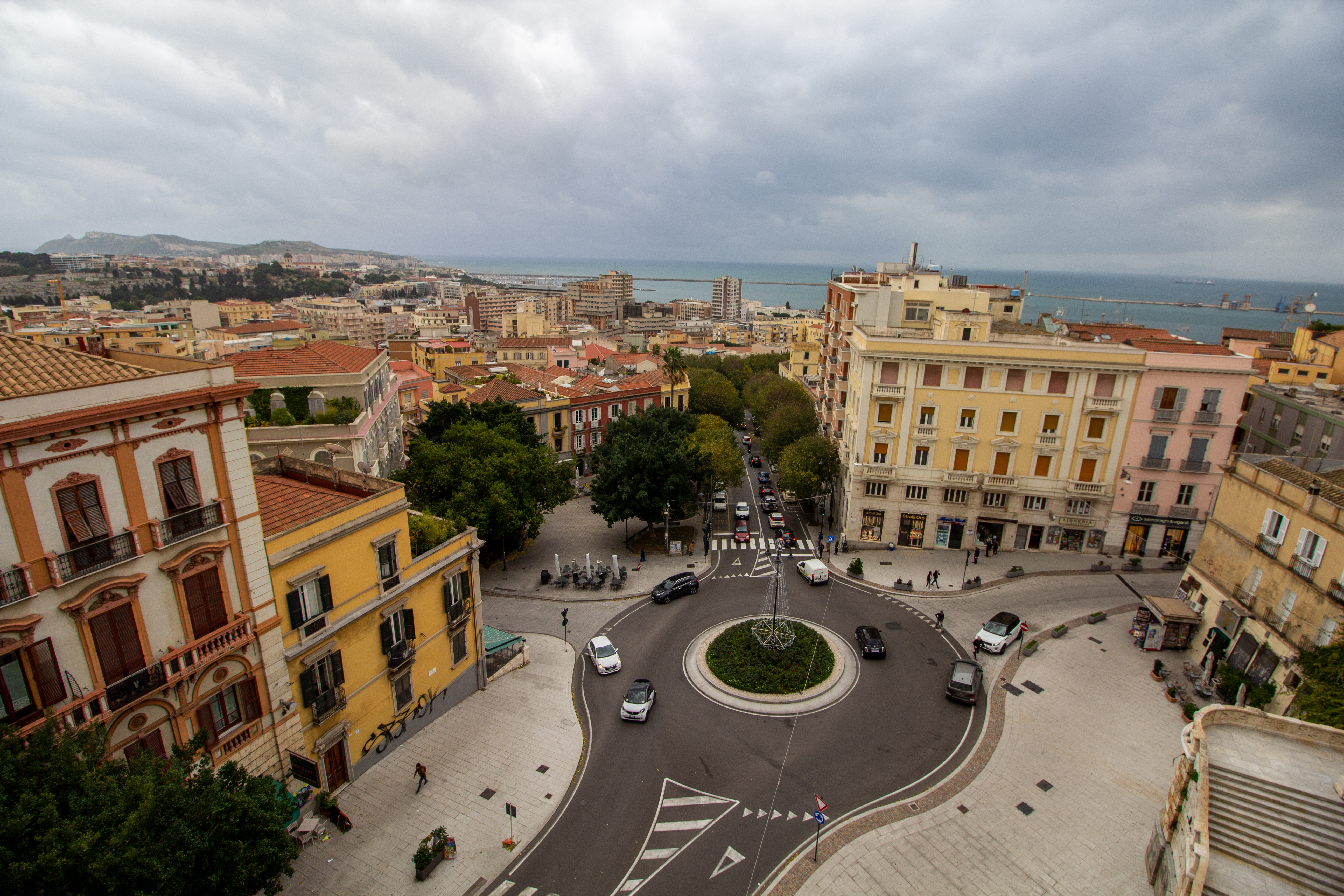
Piazza Costituzione

Abitanti censiti